# Lukaya (Ouganda)
Lukaya est une ville située dans le district de Kalungu, en Ouganda.

## Source
- (en) Cet article est partiellement ou en totalité issu de l’article de Wikipédia en anglais intitulé « Lukaya » (voir la liste des auteurs).